# Joseph Rigal
 (octobre 2016).
Pour les articles homonymes, voir Rigal.
Joseph Rigal est un homme politique français né le 5 septembre 1797 à Gaillac (Tarn) et décédé le 26 octobre 1865 à Gaillac.

## Biographie
Médecin à Gaillac, il est élu maire de la ville en 1848[réf. souhaitée]. 
Il est député du Tarn de 1849 à 1851, siégeant à gauche et s'opposant au président Louis-Napoléon Bonaparte. 
Il proteste contre le coup d’État du 2 décembre 1851 et quitte la vie politique[réf. nécessaire].
Sa tombe se trouve au cimetière Saint-Jean de Gaillac.

## Vie privée
Son fils, Pascal Rigal, est sénateur de 1882 à 1889.

## Sources
- « Joseph Rigal », dans Adolphe Robert et Gaston Cougny, Dictionnaire des parlementaires français, Edgar Bourloton, 1889-1891 [détail de l’édition]